# هوریبا میرا
هوریبا میرا (انگلیسی: HORIBA MIRA) شرکت مهندسی بریتانیایی است، که در سال ۱۹۴۶ تأسیس شد.